# روکیا نرا
روکیا نرا (به لاتین: Roccia Nera) یک کوه در سوئیس است که در کانتون وله واقع شده‌است. روکیا نرا ۴٬۰۷۵ متر بالاتر از سطح دریا واقع شده‌است.